# Alwin Albrecht
Alwin Albrecht (* unbekannt; † unbekannt) war von 1946 bis 1958 Rektor des Staatlichen Technikums Konstanz, der heutigen Hochschule Konstanz Technik, Wirtschaft und Gestaltung.

## Leben
Alwin Albrecht wurde als Nachfolger von Otto Tolle von 1946 bis 1958 Rektor des „Staatlichen Technikums“. Hauptaufgaben seiner Amtszeit waren die Wiederaufnahme des Lehrbetriebes mit den Fachrichtungen Maschinenbau, Elektrotechnik und wieder Hoch- und Tiefbau. Es wurden Baracken als Notbehelfe errichtet, um die Studenten unterzubringen; 1951 wurde ein Sozialwerk durch Rosel Rödelstab gegründet und 1954 der Neubau an der Rheingutstraße mit der ersten Mensa der Hochschule übergeben. In seine Zeit fielen zudem die Gründung des Verbandes der Absolventen und Freunde, Vorläufer der heutigen „Fördergesellschaft der Hochschule Konstanz e. V.“ und eines „Schulbeirat“, dem heutigen Kuratorium der Hochschule. 1956 konnte er das 50-jährige Bestehen des Staatstechnikums feiern.
1958 gab er die Amtsgeschäfte an Werner Schloemann ab.